# Mazra’at Dajr al-Asza’ir
Mazra’at Dajr al-Asza’ir (arab. مزرعة دير العشائر) – miejscowość w Syrii, w muhafazie Damaszek. W 2004 roku liczyła 1107 mieszkańców.